# Æthelhard (arcybiskup Canterbury)
Æthelhard (Aethelheard, Ethelhard) (zm. 12 maja 805) – arcybiskup Canterbury od 793.
Został konsekrowany przez Higberta, arcybiskupa Lichfieldu.